# Liste der Oberbürgermeister der Stadt Chemnitz
Liste der Bürgermeister der Stadt Chemnitz bis 1874
| Name                                           | Amtszeit                                                         |
| 14. Jahrhundert                                | 14. Jahrhundert                                                  |
| ---------------------------------------------- | ---------------------------------------------------------------- |
| Heine Gebuer                                   | 1324                                                             |
| Hannes von Schönau                             | 1352                                                             |
| Nikel Schultheiß                               | 1367                                                             |
| Peter von Schonauw                             | 1398                                                             |
| Niclaus Beernwalde                             | 1399                                                             |
| 15. Jahrhundert                                |                                                                  |
| Heynemann Stoll                                | 1401                                                             |
| Niclaus von Burckersdorff                      | 1422                                                             |
| Nicol Jacob (Jacoff)                           | 1423                                                             |
| Jacoff Hillebrand                              | 1424                                                             |
| N. Springer                                    | 1425                                                             |
| Nicol Römer                                    | 1431, 1441                                                       |
| Andres Fryberger                               | 1432                                                             |
| Heinrich Fritzko                               | 1440                                                             |
| Hans Syptenheyn                                | 1445, 1449                                                       |
| Hans Stobener                                  | 1451, 1466, 1467                                                 |
| Caspar Springer                                | 1453, 1455, 1457, 1460                                           |
| Caspar Beyer                                   | 1458                                                             |
| Paul Han                                       | 1469, 1471                                                       |
| Caspar Lindenau                                | 1472, 1474                                                       |
| Gregor Scheitler                               | 1473, 1478                                                       |
| Caspar Freiberger                              | 1476                                                             |
| Andres Auner                                   | 1479                                                             |
| Steffen Freiberger                             | 1480, 1489, 1493, 1497, 1501                                     |
| Matthes Arnold († 1504)                        | 1484, 1488, 1492, 1500                                           |
| Steffen Voit                                   | 1495, 1507                                                       |
| Ulrich Schütz                                  | 1485, 1498, 1499, 1502                                           |
| 16. Jahrhundert                                |                                                                  |
| Nickel Engelmann                               | 1504, 1505, 1506                                                 |
| Sigmund Han                                    | 1508, 1512, 1515                                                 |
| Hans Kinder                                    | 1509, 1510, 1513, 1516, 1518, 1521, 1524, 1528, 1532             |
| Hans Thiele                                    | 1511, 1523, 1526, 1527                                           |
| Hans Arnold d. Ä.                              | 1517, 1525, 1529, 1535                                           |
| Hieronymus Schütz                              | 1519, 1520, 1522, 1530, 1534, 1538, 1542                         |
| Merten Hobler († 8. Juli 1559)                 | 1531, 1539, 1543, 1548                                           |
| Hans Neefe († 1547)                            | 1533, 1537, 1541                                                 |
| Christoph Thumbshirn († 1538)                  | 1536                                                             |
| Wolff Nebelthau                                | 1540                                                             |
| Hans Schneider († 27. Jan. 1559)               | 1544, 1549, 1550, 1554                                           |
| Hans Heintz                                    | 1545                                                             |
| Georgius Agricola                              | 1546, 1547, 1551, 1553                                           |
| Wolff Straube                                  | 1552, 1555, 1562, 1563, 1566, 1569, 1572, 1574                   |
| Paul Neefe                                     | 1556, 1560, 1564                                                 |
| Rochus Wildeck († 23. Dez. 1582)               | 1557                                                             |
| Paul Kinder († 9. Mai 1585 an der Pest)        | 1559, 1567, 1570, 1573, 1576, 1577, 1579, 1582, 1585             |
| Hans Arnold d. J. († 16. Sept. 1580)           | 1561, 1568, 1571                                                 |
| Caspar vom Berge († 5. Juni 1598)              | 1575, 1578, 1581, 1587, 1588, 1590, 1593, 1596                   |
| Caspar Deulich                                 | 1580, 1583, 1584, 1586, 1589, 1592, 1595, 1598, (1601?)          |
| David Samenhammer († 4. Feb. 1623)             | 1591, 1594, 1597, 1600, 1603, 1606, 1609, 1611, 1614, 1617, 1620 |
| M. Christoph Kinder († 1612 an der Pest)       | 1599, 1602, 1605, 1608                                           |
| 17. Jahrhundert                                |                                                                  |
| Andreas Börnichen († 1610)                     | 1604, 1607                                                       |
| Sebastian Hilliger d. Ä.                       | 1610, 1612, 1615, 1623, 1624                                     |
| Anton Weck († 1618)                            | 1613, 1616                                                       |
| M. Caspar Horn                                 | 1619, 1622, 1625, 1628, 1631, 1633                               |
| Daniel Pfeiffer                                | 1626, 1629, 1632                                                 |
| Sebastian Hilliger d. J.                       | 1627, 1630                                                       |
| Cornelius Hörnig                               | 1634, 1636, 1638, 1639, 1640, 1642                               |
| Zacharias Neefe                                | 1635, 1637, 1641, 1643, 1646                                     |
| Melchior Straube († 1664)                      | 1644, 1647, 1649 (ins. 8-mal reg. Bürgermeister)                 |
| Michael Richter († 1650)                       | 1645, 1648 (ins. 4-mal reg. Bürgermeister)                       |
| Zacharias Hilliger († 1654)                    | 1650 (ins. 2-mal reg. Bürgermeister)                             |
| Zacharias Plattner d. Ä. († 5. Jan. 1652)      | 1651                                                             |
| Johann Georg Berlich († 22. Sept. 1675)        | 1655 (ins. 8-mal reg. Bürgermeister)                             |
| George Streubel († 17. Jan. 1661)              | 1658                                                             |
| Atlas Crusius                                  | 1663–1675 (ins. 6-mal reg. Bürgermeister)                        |
| Balthasar Schütz                               | 1667                                                             |
| Theodorus Neefe († 7. Feb. 1696)               | 1672 (ins. 9-mal reg. Bürgermeister)                             |
| Johann Bartholomäus Jänich († 7. Juli 1681)    | 1676 (ins. 2-mal reg. Bürgermeister)                             |
| Christian Crusius                              | 1680, 1686, 1709 (ins. 13-mal reg. Bürgermeister)                |
| Arnold Christoph Neefe († 8. Dez. 1700)        | 1689 (ins. 4-mal reg. Bürgermeister)                             |
| Daniel Wagner († 1717)                         | 1696 (ins. 7-mal reg. Bürgermeister)                             |
| 18. Jahrhundert                                |                                                                  |
| Johann David Thönecker († 5. Mai 1708)         | 1701 (ins. 3-mal reg. Bürgermeister)                             |
| Gottfried Salomon Werner († 17. Apr. 1730)     | 1710 (ins. 7-mal reg. Bürgermeister)                             |
| Zacharias Plattner d. J. († 29. Nov. 1729)     | 1713 (ins. 6-mal reg. Bürgermeister)                             |
| Johann Friedrich Engel († 7. Juli 1728)        | 1719 (ins. 4-mal reg. Bürgermeister)                             |
| Johann Gottfried Worm († 18. Apr. 1752)        | 1728                                                             |
| Johann Adolph Neefe († 2. Dez. 1735)           | 1730                                                             |
| Balthasar Hübler († 1737)                      | 1730                                                             |
| Johann Christian Lange († 1. Feb. 1751)        | 1736                                                             |
| Johann Sebastian Hilliger († 24. Okt. 1755)    | 1736, 1750                                                       |
| Johann Theodor Neefe († 11. Nov. 1754)         | 1751                                                             |
| Benjamin Gottlieb Garman                       | 1752                                                             |
| Christian Andreas Grillmeyer († 25. März 1761) | 1754                                                             |
| Augustus Mathesius                             | 1755                                                             |
| Gotthelf Ehrenfried Wend                       | 1761                                                             |
| Gotthold Leberecht Sachse                      | um 1798, 1822, 1830                                              |
| 19. Jahrhundert                                |                                                                  |
| Friedrich August Wirth                         | um 1830                                                          |
| Christian Friedrich Wehner                     | 1831–1846                                                        |
| Robert Sigismund Schanz                        | bis Aug.1848                                                     |
| Johannes Friedrich Müller                      | 1848–1874                                                        |

Liste der Oberbürgermeister seit 1874
| Name                               | Amtszeit                    |
| 19. Jahrhundert                    | 19. Jahrhundert             |
| ---------------------------------- | --------------------------- |
| Heinrich Friedrich Wilhelm André   | 1874–1896                   |
| Heinrich Gustav Beck               | 1896–1908                   |
| 20. Jahrhundert                    |                             |
| Heinrich Sturm                     | 1908–1917                   |
| Hermann Max Johannes Hübschmann    | 1917–1930                   |
| Albert Traugott Walter Arlart      | 1930–1933                   |
| Otto Härtwig (amtierend)           | 1933–1936                   |
| Walter Schmidt (amtierend) (NSDAP) | 1936–1938                   |
| Walter Schmidt                     | 1938–1945                   |
| Ernst Ring                         | 8. Mai – 15. Mai 1945       |
| Fritz Gleibe                       | 15. Mai – 1. Juni 1945      |
| Heinrich Engelke (amtierend)       | 1. Juni – 10. Juli 1945     |
| Kurt Wuthenau                      | 10. Juli – 29. Oktober 1945 |
| Max Müller (SED)                   | 29. Oktober 1945–1952       |
| Kurt Berthel (SED)                 | 1952–1960                   |
| Fritz Scheller (SED)               | 1960–1961                   |
| Kurt Müller (SED)                  | 1961–1986                   |
| Eberhard Langer (SED)              | 1986–1990                   |
| Dieter Noll (CDU)                  | Mai 1990–1991               |
| Joachim Pilz (CDU)                 | 1991–1993                   |
| Peter Seifert (SPD)                | 1993–2006                   |
| 21. Jahrhundert                    |                             |
| Barbara Ludwig (SPD)               | 2006–2020                   |
| Sven Schulze (SPD)                 | seit 2020                   |

## Galerie

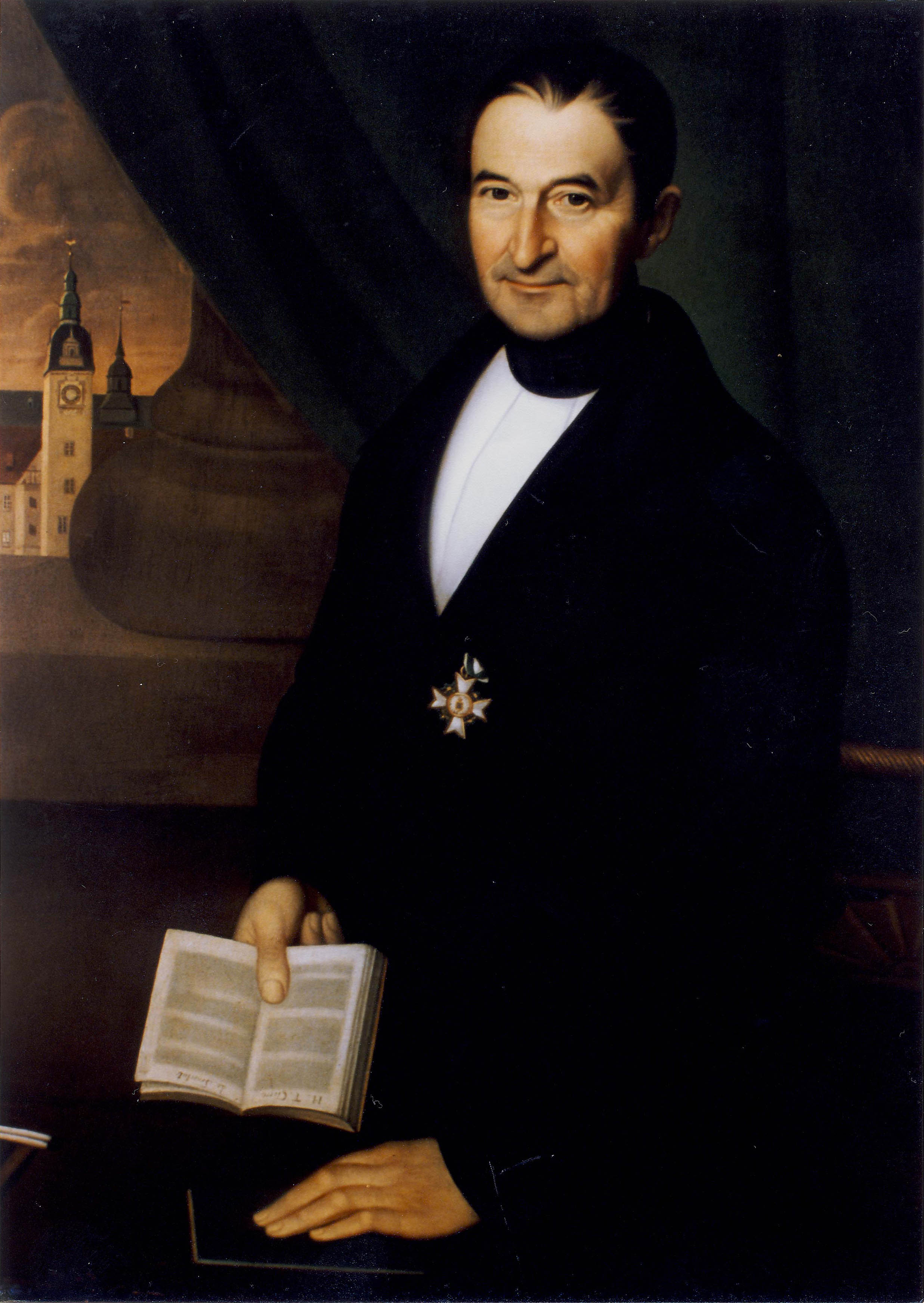
Christian Friedrich Wehner 1832 bis 1846
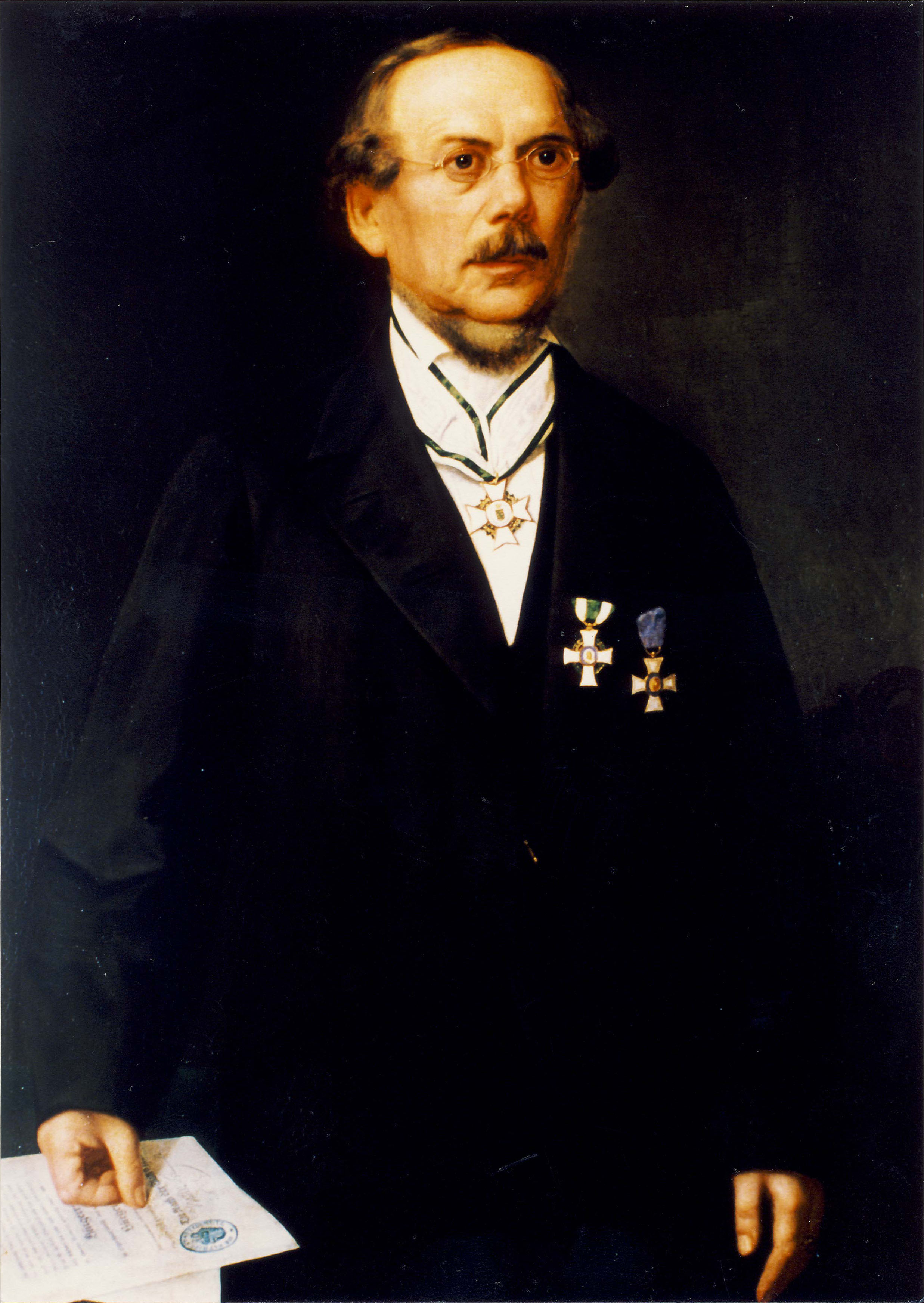
Johann Friedrich Müller 1848 bis 1874
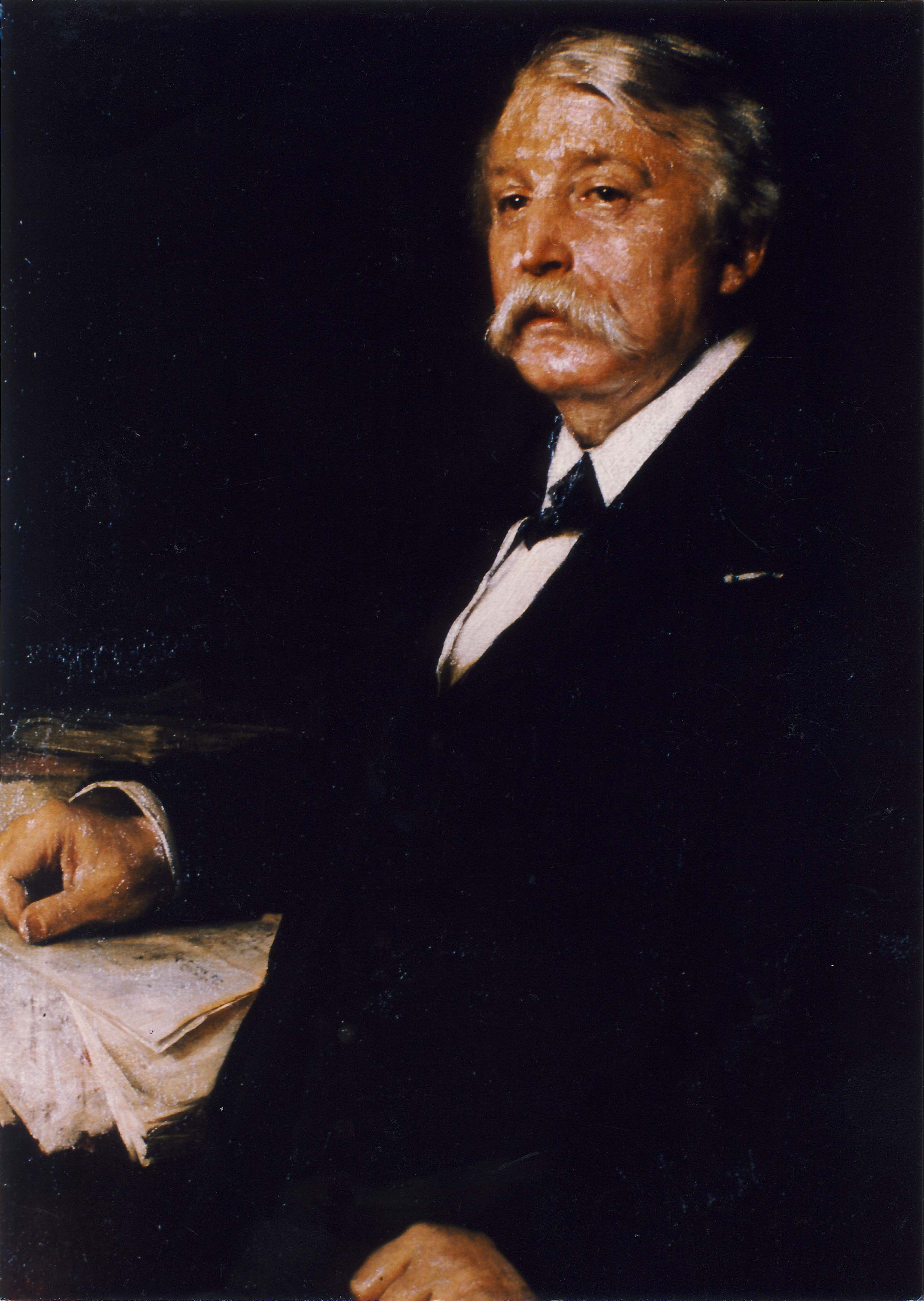
Wilhelm André 1874 bis 1896
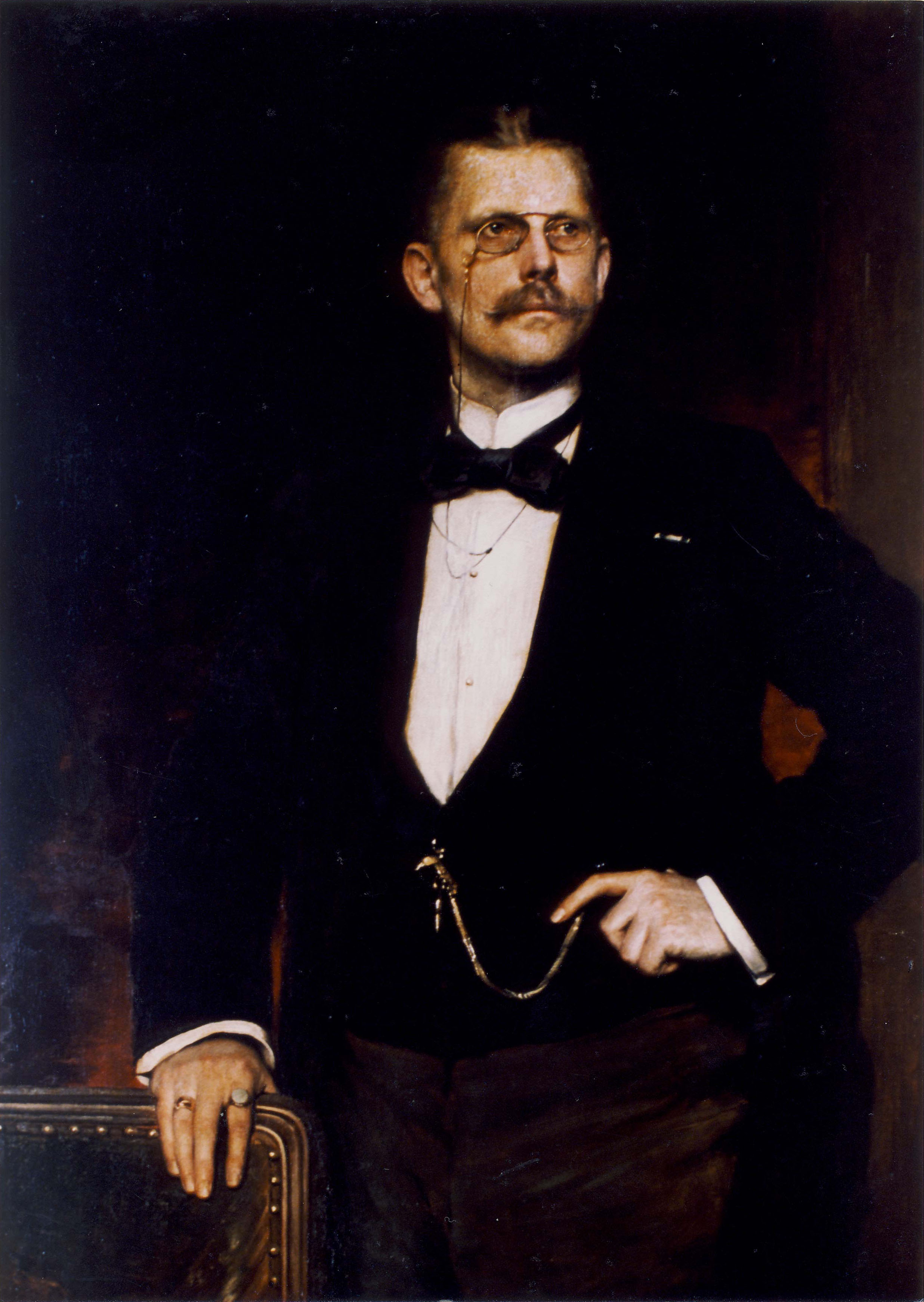
Heinrich von Beck 1896 bis 1908
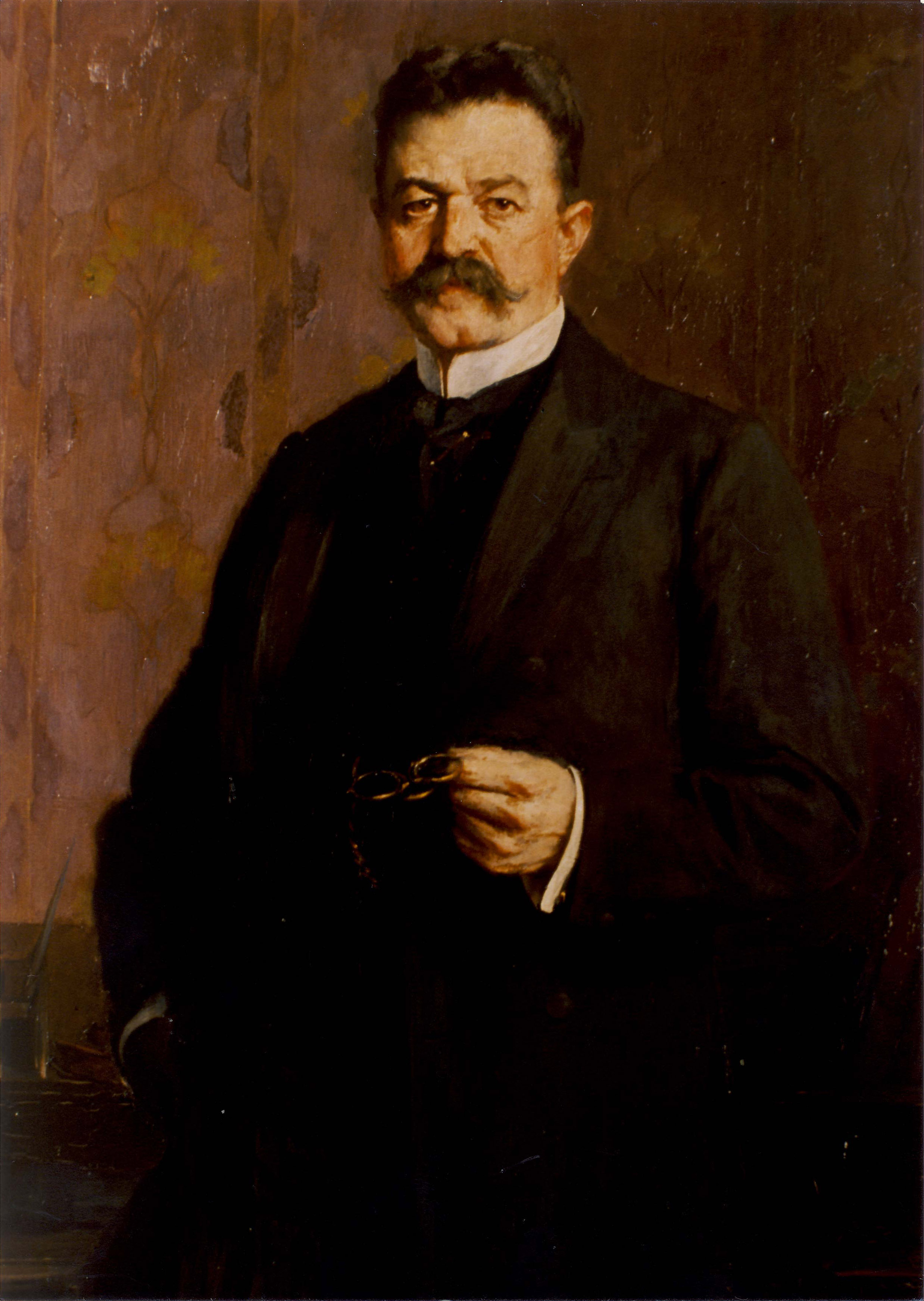
Heinrich Sturm 1908 bis 1917
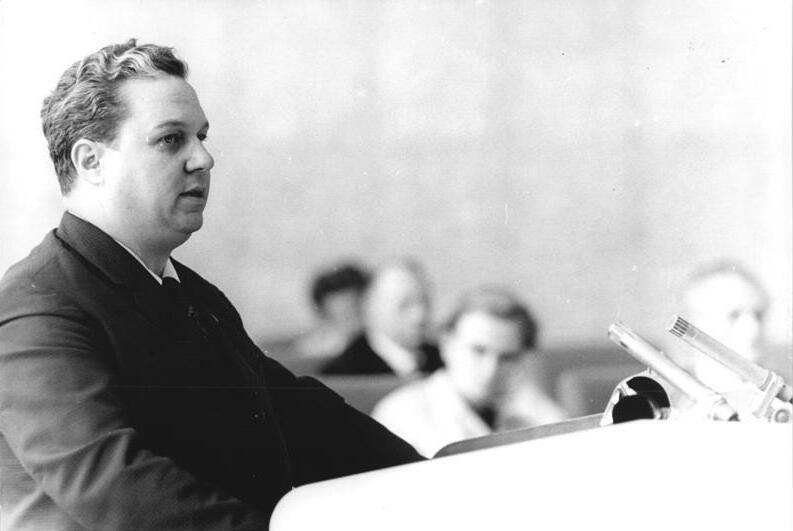
Kurt Müller 1961 bis 1986
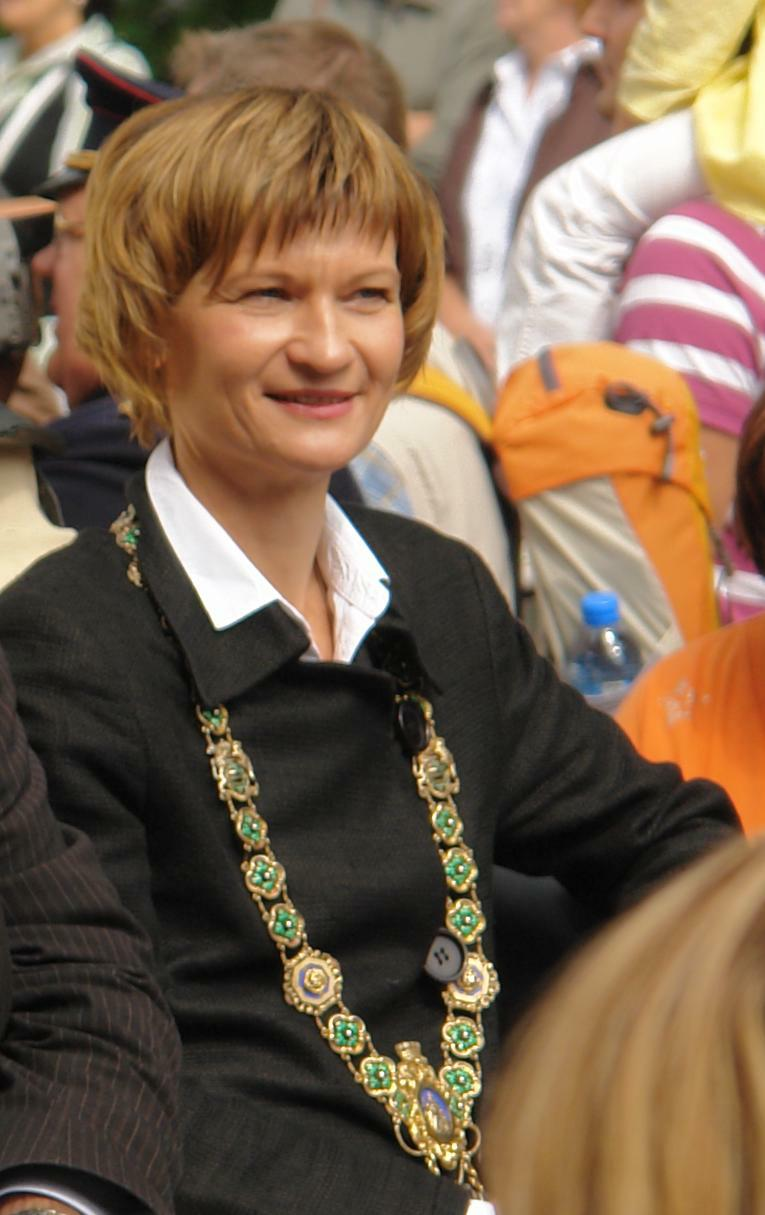
Barbara Ludwig seit 2006